# 蒙利沃
蒙利沃（法語：Montlivault，法語發音：[mɔ̃livo]）是法国卢瓦-谢尔省的一个市镇，位于该省中部，属于布卢瓦区。

## 地理
蒙利沃（47°38'23"N, 1°26'37"E）面积10.73 平方千米，位于法国中央-卢瓦尔河谷大区卢瓦-谢尔省，该省份为法国中北部省份，北起厄尔-卢瓦省，东北接卢瓦雷省，东南接谢尔省，南至安德尔省，西南接安德尔-卢瓦尔省，西北接萨尔特省。
与蒙利沃接壤的市镇（或旧市镇、城区）包括：卢瓦尔河畔库尔、科松河畔于索、马利沃、圣克洛德德迪赖、叙埃夫尔。

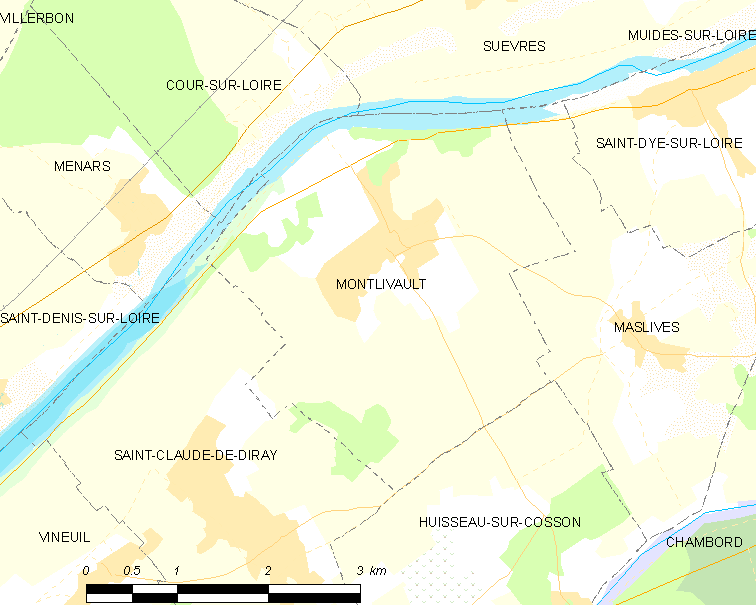
蒙利沃的OSM定位图

蒙利沃的时区为UTC+01:00、UTC+02:00（夏令时）。

## 行政
蒙利沃的邮政编码为41350，INSEE市镇编码为41148。

## 政治
蒙利沃所属的省级选区为尚博尔县。

## 人口

1962-2008年间蒙利沃人口变化图示

蒙利沃于2022年1月1日时的人口数量为1307人。